# Congrès des députés du peuple d'Union soviétique
Pour les articles homonymes, voir Congrès des députés du peuple.
Législature unique
Soviet suprême de l'Union soviétique (partiellement)
Le congrès des députés du peuple d'Union soviétique  (en russe : Съезд народных депутатов СССР, S'iezd narodnykh depoutatov SSSR) fut le principal organe de gouvernement de l'Union des républiques socialistes soviétiques (URSS) de 1989 à 1991.

## Historique
Sa création a été décidée sous la politique de Perestroïka voulue par Mikhaïl Gorbatchev qui y voyait la première étape d'une réforme constitutionnelle de l'URSS.
Le 1er juillet 1988, le quatrième et dernier jour de la 19e Conférence du Parti communiste de l'Union soviétique, les délégués épuisés par les débats, accordent leurs soutiens à la proposition de dernière minute faite par Gorbatchev pour créer un nouvel organe législatif suprême appelé le « Congrès des députés du peuple de l'Union soviétique ». Frustré par la résistance de la vieille garde du parti hostile à toutes tentatives de libéralisation, le numéro un soviétique avait changé de tactique et avait entrepris une série de changements constitutionnels destinés à séparer le parti de l'organe d'État, isolant du même coup ses opposants conservateurs. Des propositions détaillées pour le nouveau Congrès des députés du peuple de l'Union soviétique ont été publiés lors de la consultation publique le 2 octobre 1988, permettant sa création lors d'un vote du Soviet suprême de l'URSS, au cours des séances du 29 novembre au 1er décembre 1988. Sa mise en œuvre nécessita l'adoption d'amendements à la Constitution soviétique de 1977, ainsi qu'une loi sur la réforme électorale. La date de l'élection pour la nouvelle assemblée fut fixée au 26 mars 1989.

## Composition
Le Congrès était composé de 2 250 députés élus de trois manières différentes :
- 750 députés élus selon le système utilisé pour l'élection du Soviet de l'Union durant la période 1936-1989.
- 750 députés élus selon le système utilisé pour l'élection du Soviet des nationalités durant la période 1936-1989.
- 750 députés représentant les « organismes publics », comme le Parti communiste, le Komsomol et les syndicats. La loi électorale réservait un certain nombre de sièges pour certaines organisations, par exemple : 100 au Parti communiste et 100 au Komsomol. Chacune de ses organisations désignaient leurs députés.

Le congrès se réunissait deux fois par an et élisait alors le Soviet suprême de l'Union soviétique constitué d'un petit nombre de députés, qui servait alors de parlement permanent. Seules les questions les plus importantes, comme les modifications à la constitution soviétique, étaient exclusivement du ressort du congrès des Députés du Peuple.

## Sources
- (en) Cet article est partiellement ou en totalité issu de l’article de Wikipédia en anglais intitulé « Congress of People's Deputies of the Soviet Union » (voir la liste des auteurs).